# Битка за Нагашиму
Битка за Нагашиму (енгл. Sieges of Nagashima), која је трајала од 1571. до 1574, била је победа Ода Нобунаге над присталицама Ико-икија у провинцији Изе. Тврђава Нагашима, у делти реке Нагара, на граници провинција Изе и Овари, одбила је два напада Нобунагине војске пре него што је освојена 1574.

## Позадина
Након што је Ода Нобунага потукао господаре провинција Оми и Ечизен у бици код Анегаве (јуна 1570), поражени великаши из породица Азаи и Асакура склопили су савез са Кенјо Косом, поглаваром Ико-секте која је контролисала провинцију Кага и велике делове провинција Сецу, Изе, Микава и Кии, са великим бројем присталица међу сељацима у другим провинцијама. Када је у лето 1570. Нобунага опсео присталице протераног клана Мијоши у провинцији Сецу у близини Осаке (око 8.000 ронина које су предводили Мијоши тријумвири и Саито Тацуоки), 13. септембра 1570. Ико-ики из Осаке су без објаве рата напали Нобунагину војску (око 30.000) са око 10-15.000 бораца и 3.000 пушака и натерали је на повлачење. У исто време, проповедници из Осаке подигли су на оружје вернике у провинцијама Сецу, Оми, Изе и Ечизен. Ојачани масама наоружаних верника, господари Азаи и Асакура су са 30.000 људи кренули на Кјото, али их је Нобунагина војска која се на време повукла од Осаке потиснула и опсела на планини Хиеи, где су им богати будистички манастири пружили уточиште. Пошто су монаси са планине Хиеи одбили Нобунагин ултиматум да предају побуњенике, опсада планине Хиеи је трајала све до зиме (септембар-децембар 1570), када је уз посредовање шогуна Ашикага Јошиакија склопљен мир (13. децембра). За то време у Оварију, Нобунагин млађи брат Ода Нобуоки, који је живео у замку Коки близу границе провинције Изе, нападнут је од стране устаника (Ико-Ики) из Нагашиме (одмах са друге стране границе). Замак је пао после неколико дана опсаде, а Нобуоки је извршио самоубиство (21. новембра 1570).

## Ратне операције

### Први поход (1571)
Нагашима, упориште Ико-икија у делти река Кисо и Нагара, на граници провинција Изе и Овари, састојала се од замка Нагашима, утврђеног манастира Ганшо-ђи и неколико утврђених села на острвима у делти. Први поход на Нагашиму Нобунага је предузео већ у пролеће 1571, како би осветио брата и елиминисао непријатеље на западној граници Оварија, своје матичне провинције. 16. маја 1571. Нобунагине војсковође Сакума Нобумори и Шибата Катсује кренули су према манастиру Ганшо-ђи са североистока, из луке Цушима у Оварију, коју је од Нагашиме раздвајала широка, али веома плитка река. Нобунагина коњица заглибила је у блату и постављеним замкама приликом преласка реке, а затим је нападнута из заседе од стрелаца и аркебузира Ико-икија скривених у трсци на супротној обали и десеткована, Самураји који су успели да се пробију до првог утврђеног села потопљени су отварањем брана на насипима који су штитили село од поплава. Генерал Шибата Катсује био је тешко рањен, а војска натерана на повлачење, при чему је спалила неколико оближњих села, што је отерало још више локалног становништва у редове Ико-икија.

### Други поход (1573)
У јулу 1573. Нобунага је покорио провинцију Изе и лично кренуо на Нагашиму са северозапада, из провинције Изе, како би избегао мочваре које су штитиле тврђаву са истока, према Оварију. Нобунага је у претходницу поставио велики број стрелаца са аркебузама, очекујући напад непријатељских стрелаца као у претходном нападу. Међутим, изненадни пљусак учинио је аркебузе нападача неупотребљивим, док су браниоци, примивши то као знак са неба, одмах напали и јурнули у борбу прса у прса, за коју су Нобунагини аркебузири били потпуно неупотребљиви. Ико-ики су успели да потисну нападаче и пробили се скоро до самог Нобунаге, који је по други пут морао да се повуче.

### Трећи поход (1574)
Нобунага се вратио трећи пут 1574, али овог пута мног боље наоружан. Његово освајање провинције Изе довело је на његову страну талентованог морепловца Куки Јошитаку (1542-1600) који је, као и други јапански капетани тог времена, претходно био успешан пират у заливу Изе и око полуострва Кии. Нобунага је искористио Кукија и његову флоту да по први пут нападне Нагашиму са мора: бивши пирати бомбардовали су дрвена утврђења из непосредне близине аркебузама и ватреним стрелама, пресекли су линије снабдевања и превезли Нобунагине трупе на острва са западне стране, чиме су освојена спољашња утврђења. Затим је копнена војска напала са севера у три колоне и до краја августа 1574. потисла браниоце на мало острво на коме су се налазили замак Нагашима и манастир Геншо-ђи. Опкољени са свих страна, браниоци су остали без хране и понудили су преговоре, али их је Нобунага одбио. Уместо да прихвати предају, Нобунага је окружио преостала два утврђења устаника високом палисадом, око које је нагомилао сено и други запаљиви материјал, које је затим запалио. Ветар је пренео варнице до острва и за кратко време читав манастирски комплекс је изгорео: око 700 устаника успело је да се пробије из обруча, док је око 20.000 изгорело. Био је то крај независне верско-устаничке републике у Нагашими.